# Gyula Zaránd

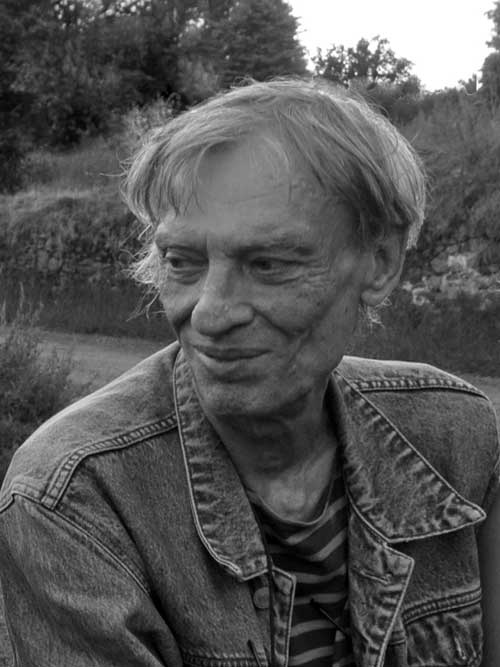
Gyula Zaránd

Gyula Zaránd (23. dubna 1943, Budapešť – 11. ledna 2020, Puteaux) byl francouzsko-maďarský fotograf.

## Životopis
Gyula Zaránd se začal věnovat fotografii ve věku 15 let, kdy kráčel po stopách svého dědečka a obou rodičů, fotografů. Vystudoval Školu fotografie, kde mezi jeho učitele patřil Demeter Balla, a vysokou školu žurnalistiky v Budapešti. Následně pracoval jako reportážní fotograf v časopisu Tükör.
Jeho práce fotografa odhaluje jeho sociologický a humanistický zájem o sociální a politické nepokoje, které se po Maďarsku rozšířily po roce 1956.
Inspirací se stali psychiatrické nemocnice, marginalizovaní dospělí, děti ulice nebo alkoholismus.
Některé z jeho obrazů, považované za podvratné, ve své době neunikly cenzuře a nebyly v jeho zemi zveřejněny. V roce 1971 odešel z Maďarska, aby se usadil v Paříži.
V roce 1987 získalo významnou sérii jeho fotografií (období 1958–1971) Muzeum moderního umění města Paříže.
Gyula Zaránd zemřel v Puteaux dne 11. ledna 2020 ve věku 76 let.

## Výstavy
Mezi nejvýznamnější výstavy patří:
- L'exposition Csontvàry, Budapešťské muzeum výtvarných umění, 1963
- Paris et les français, Palác umění Mücsarnok, Budapešť, 1985
- Enfants Vagabonds Centre Georges Pompidou Paříž[4]
- La Hongrie Année 60 (Maďarsko 60. let), Étampes, 2007
- Trois générations de photographes hongrois (Tři generace maďarských fotografů) Paříž, L'Hôpital Éphémère, 1990.
- Utopie Perdue, série fotografií Gyula Zaránda o pádu a opuštění symbolů komunistického režimu v Maďarsku a v zemích Východu, 2007[5] kterou uspořádala 1. Parcours Parisien de la Fotografie v knihkupectví Mazarine v Paříži a v Maďarském domě fotografů v Budapešti[1].

## Publikace
- Henri Vincenot (fotografie Gyula Zarand), Ma Bourgogne: le toit du monde occidental, éditions Universitaires Jean-Pierre Delarge, coll. « Terres de Mémoire », 1979 (ISBN 2-7113-0156-7).
- Patrick Reumaux (fotografie Gyula Zarand), André Dhotel: Interview et bibliographie, éditions Universitaires Jean-Pierre Delarge, coll. « Terres de Mémoire », 1979 (ISBN 978-2-7113-0134-8).
- Gyula Zarand, Díszlépés Pas de parade: Válogatás 45 év fényképeiből 45 années de photographies, Folpress, 2006, 212 s. (ISBN 963-87098-5-5).[6]
- Gyula Zarand et Sylvestre Clancier, Sur les pas de Maigret, Editions du Polar, coll. « Sur les pas de... », 2009 (ISBN 978-2-35568-044-1).[7]
- Gyula Zarand: « L'Utopie » (des années 60 en Hongrie) Port Folio Éditions « Chez Higgins ». 15 photographies argentiques, signées et numérotées, tirages limités à 30 exemplaires. 2007

## Články
Gyula Zaránd pochází z rodiny fotografů, které spisovatel, sběratel a umělecký kritik Bernard Lamarche-Vadel popsal v jednom ze svých článků Tři pohledy na 20. století (maďarské století).